# Bibliotheca Bogoriensis
De Bibliotheca Bogoriensis is de oudste wetenschappelijke bibliotheek in Indonesië. De bibliotheek werd in 1842 opgericht in Buitenzorg (nu: Bogor) na een voorstel van de Duitse ontdekkingsreiziger en botanicus Justus Karl Hasskarl, de assistent hortulanus van 's Lands Plantentuin in Buitenzorg. 
De eerste 25 boeken werden gekocht van botanicus Jacques Pierot, die door de Nederlandse regering naar China was gestuurd. Sindsdien hebben talloze botanici, die de bibliotheek in de Plantentuin bezochten, hun wetenschappelijke boeken daar achtergelaten of verkocht aan de bibliotheek. De topstukken van de Bibliotheca Bogoriensis zijn onder andere een collectie van de Nederlandse botanicus Melchior Treub met zijn eigen handgeschreven catalogus en zijn correspondentie.
Tijdens de bezetting van Nederlands-Indië door Japan tijdens de Tweede Wereldoorlog werden ongeveer 3000 boeken over Oost-Indonesië, Australië en Polynesië naar Japan verscheept. De rest van de collectie (en het gebouw van de bibliotheek) waren grotendeels intact. In 1948 werd het gebouw uitgebreid voor met name de groeiende collectie tijdschriften.